# Dingoo A-320
De Dingoo A-320 is een draagbare spelcomputer en mediaspeler van de Chinese fabrikant Shenzhen Dingoo Digital. Het apparaat beschikt over een geïntegreerde radiotuner en opnamefunctie en is verkrijgbaar in de kleuren wit en zwart.

## Hardware

### Specificaties
- Chipset: Ingenic JZ4732 @ 336 MHz, ondergeklokt van 360 MHz (overklokbaar tot 433 MHz) (MIPS-architectuur)
- RAM: 32 MB @ 112 MHz (ondergeklokt van 133 of 166 afhankelijk van de productiebatch)
- Intern geheugen: 1/2/4 GB flashgeheugen
- Extern geheugen: MiniSD/SDHC (MicroSD/SDHC met adapter)
- Invoer: D-pad, 2 schouderknoppen, A, B, X, Y, start en selectknoppen
- Uitvoer: stereoluidspreker, hoofdtelefoon en tv-out (kabel bijgesloten)
- Invoer/uitvoer: USB 2.0
- Weergave: 2,8 inch lcd, 320 × 240 pixels en 65,5k kleurweergave
- Voeding: 3,7 volt, 1700-1800 mAH (6,29 Wh) Lithium-ion-accu met een gebruiksduur van ongeveer 7 uur
- Videoweergave: RM, MP4, 3GP, AVI, ASF, MOV, FLV, MPEG
- Geluidsweergave: MP3, WMA, APE, FLAC, RA
- Radio: Digitale FM-radio-ontvanger
- Opname: Ondersteunt digitale gespreksopnamen (MP3- en WMA-formaten) en FM-radio op 8 kHz
- Softwareondersteuning: Gratis officiële en onofficiële SDK's beschikbaar
- Afmetingen: 125 mm × 55,5 mm × 14 mm (l×b×h)
- Gewicht: 110 gram

## Functies

### Spellen
- 3D, Game Boy Advance, Sega Genesis, Super Nintendo en meer

#### Origineel
Sommige originele spellen zijn zowel beschikbaar in het Chinees en Engels, andere alleen in het Chinees.
- 7 Days salvation
- Ultimate Drift
- Dream Drift
- Dingoo Snake
- Amiba's Candy
- Hell Striker
- Decollation Warrior

#### Homebrew
- Rubido
- MineSweeper
- AstroLander
- SameGoo
- Formula1
- Rick Dangerous (port)
- Duke Nukem 3D (Dingux port)

### Emulatie

#### Officieel
- 3D
- Nintendo GBA
- Nintendo NES
- SNK Neo-Geo
- Nintendo SNES
- Capcom Play System 1
- Capcom Play System 2
- Sega Mega Drive/Genesis

#### Huidige geëmuleerde systemen
- Atari 800 (8 bit-computer)
- Atari 2600 (alleen onder Dingux)
- Atari 5200
- Atari 7800
- Atari Lynx
- ColecoVision
- Commodore 64 (alleen onder Dingux)
- Commodore Amiga
- Videopac G7000 (Radiola Jet 25/Magnavox Odyssey 2)
- MSX (openMSX Dingux)
- Neo-Geo
- Neo-Geo Pocket
- Nintendo Game Boy en GameBoy Color
- Game Boy Advance
- PC Engine (TurboGrafx)
- PlayStation (enkel onder Dingux)
- Sega Genesis/Mega Drive/Mega-cd (enkel onder Dingux)
- Sega Master System en Sega Game Gear (werk in uitvoering, meeste spellen zijn speelbaar)
- WonderSwan en WonderSwan Color (werk in uitvoering, meeste spellen zijn speelbaar)
- ZX Spectrum (GP2Xpectrum voor Dingux, Unreal Speccy Portable voor het native besturingssysteem)

##### Arcadespellen
- Centipede and Millipede
- CPS-1
- CPS-2
- FinalBurn Alpha (Dingux only)
- MAME (Dingux only)
- Mikie (Konami arcade game)
- Pac-Man and Ms. Pac-Man

### Videospeler
- Videocontainers: RMVB, RM, AVI, WMV, FLV, MPEG, MP4, ASF, MOV
- Videocodecs: WMV1, WMV3, WMV7, WMV8.1, WMV9, MP42, mp4v, DIV3, DiVX5, XViD, MJPG, MPEG1, MPEG2
- Lcd-resolutie: 320 × 240

### Geluidsweergave
- Audioformaten: MP3, WMA, APE, FLAC, WAV, AC3, MOD, S3M, XM
- Kanalen: Stereo
- EQ-functie

### Fotoweergave
- Ondersteuning voor JPG, BMP, GIF, PNG

### Tekstweergave
- Ondersteuning voor TXT (Engels en Chinees)
- Tekst-naar-spraak (enkel voor de Engelse taal)
- Overige functies: bookmarking, auto browsing, lettertypegrootte.

### Radio-ontvanger
- FM Radio (76,0–108,0 MHz, met 40 voorkeuzezenders)

### Geluidsopname
- Stem- en radio-opname
- Stemopname (MP3/WAV formaten)

### Overige
- Ondersteunt SWF (Adobe Flash Player 6)
- U-disk virusbescherming
- USB 2.0: Windows 2000+ en Mac OS X

### Bestandsverkenner
- Eenvoudig zoeken naar bestanden op de Dingoo A-320 (spellen, muziek, video, foto, geluidsopnamen)

## Firmware

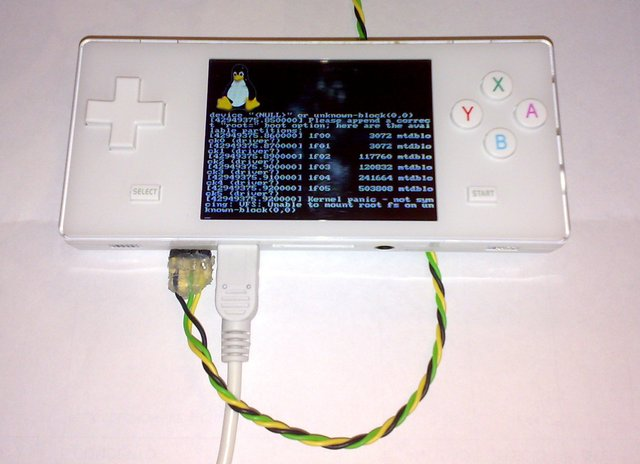
Een Dingoo met een alphaversie van een Linux port

### Officiële firmware
- Firmware V1.01
- Firmware V1.02
- Firmware V1.03
- Firmware V1.10 (meertalige ondersteuning)
- Firmware V1.11 (ondersteuning voor Koreaans)
- Firmware V1.20 (Y- en B-knoppen bugfix en meer)

### Onofficiële firmware
Team Dingoo publiceerde de eerste onofficiële firmware met door de gebruiker aan te passen thema's. De systeembestanden zijn verplaatst van het verborgen geheugen naar een toegankelijke geheugenlocatie zodat gebruikers de grafische instellingen kunnen aanpassen. Deze firmware wordt regelmatig bijgewerkt.
- a320-1.03TD-3
- a320-1.03TD-2
- a320-1.03TD-1

### µC/OS-II
Het native besturingssysteem van de Dingoo A-320 is µC/OS-II, een goedkope priority-based pre-emptive realtime multitasking besturingssysteemkernel voor microprocessors, voornamelijk geschreven in de programmeertaal C. Het is voornamelijk bedoeld voor gebruik in embedded systemen. Alle officiële software voor de Dingoo A-320 (met inbegrip van de emulatoren) draaien op uC/OS-II.

### Linux
Een Linux kernel werd door Booboo gepubliceerd via Google Code op 18 mei 2009.
Een dual-bootinstallatie onder de naam "Dingux" werd uitgebracht op 24 juni 2009. Dit zorgt voor een dual-boot van de originele firmware of Linux zonder dat hiervoor een verbinding met een pc noodzakelijk is.
Amateurs zijn er in geslaagd Linux-versies van spellen te installeren, waaronder de Prboom engine (Doom, Heretic, Hexen: Beyond Heretic), de Build engine (Duke Nukem 3D, Shadow Warrior), Quake, Dodgin' Diamonds 1 & 2, Biniax 2, GNU Robbo, Super Transball 2, Defendguin, Waternet, Sdlroids, Spout, Tyrian, Rise of the Triad, Open Liero, REminiscence, Blockrage, en de OpenBOR engine.
De Dingoo ondersteunt de volgende emulatoren: ScummVM, SMS Plus, Gmuplayer, FinalBurn Alpha, Gnuboy, GpSP, MAME, PSX4ALL, Snes9x, PicoDrive, openMSX, GP2Xpectrum, en FCEUX.